# نهر تاكاكا
نهر تاكاكا هو نهر في الشمال الغربي من الجزيرة الجنوبية لنيوزيلندا. يتدفق النهر شمالًا لمسافة 70 كيلومترًا ثم يدخل الخليج الذهبي [الإنجليزية] بالقرب من بلدة تاكاكا [الإنجليزية].
في 17 يناير 2007 أُفيد أن نهر تاكاكا هو واحد من عدد متزايد من أنهار الجزيرة الجنوبية الذي من المؤكد أنه يحتوي على الأعشاب النهرية الغازية (دياتوم المياه العذبة [الإنجليزية]). 
في يوليو 2020 أُعلن المجلس الجغرافي لنيوزيلندا [الإنجليزية] عن تسمية النهر رسميًا باسم نهر تاكاك. 